# ماريا هيورث
ماريا هيورث (بالسويدية: Maria Hjorth)‏ هي لاعبة كرلنغ سويدية، ولدت في 15 أكتوبر 1973 في فالون في السويد.

## وصلات خارجية
- ماريا هيورث على موقع الاتحاد الدولي للكرلنغ (الإنجليزية)
- ماريا هيورث على موقع رابطة لاعبات الغولف المحترفات (الإنجليزية)
- ماريا هيورث على موقع رابطة أوروبا للاعبات الغولف المحترفات (الإنجليزية)